# 아우구스트 하인리히 호프만 폰 팔러슬레벤

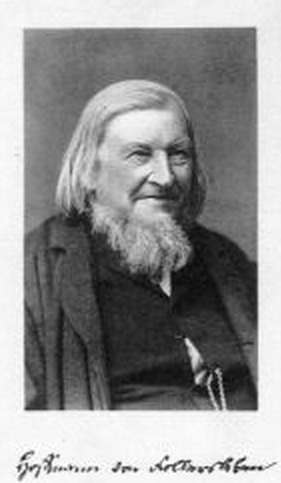
아우구스트 하인리히 호프만 폰 팔러스레벤

아우구스트 하인리히 호프만 폰 팔러스레벤(August Heinrich Hoffmann von Fallersleben, 1798년 4월 2일 ~ 1874년 1월 19일)은 독일의 대학 교수이자 시인이다. 1841년 이후 독일의 국가가 되는 《독일인의 노래》(Das Lied der Deutschen)를 만들었다.